# Цвайбрюккен
Цва́йбрюккен (нем. Zweibrücken [ˈt͡svaɪˌbʁʏk(ɘ)n], произношениео файле, пфальц. Zweebrigge, фр. Deux-Ponts) — город в Германии, город земельного подчинения, расположен в земле Рейнланд-Пфальц. Через Цвайбрюккен проходит автобан А8.
Население составляет 33 944 человека (на 31 декабря 2010 года). Занимает площадь 70,64 км². Официальный код — 07 3 20 000.
Город состоит из центра и 9 районов.

## История

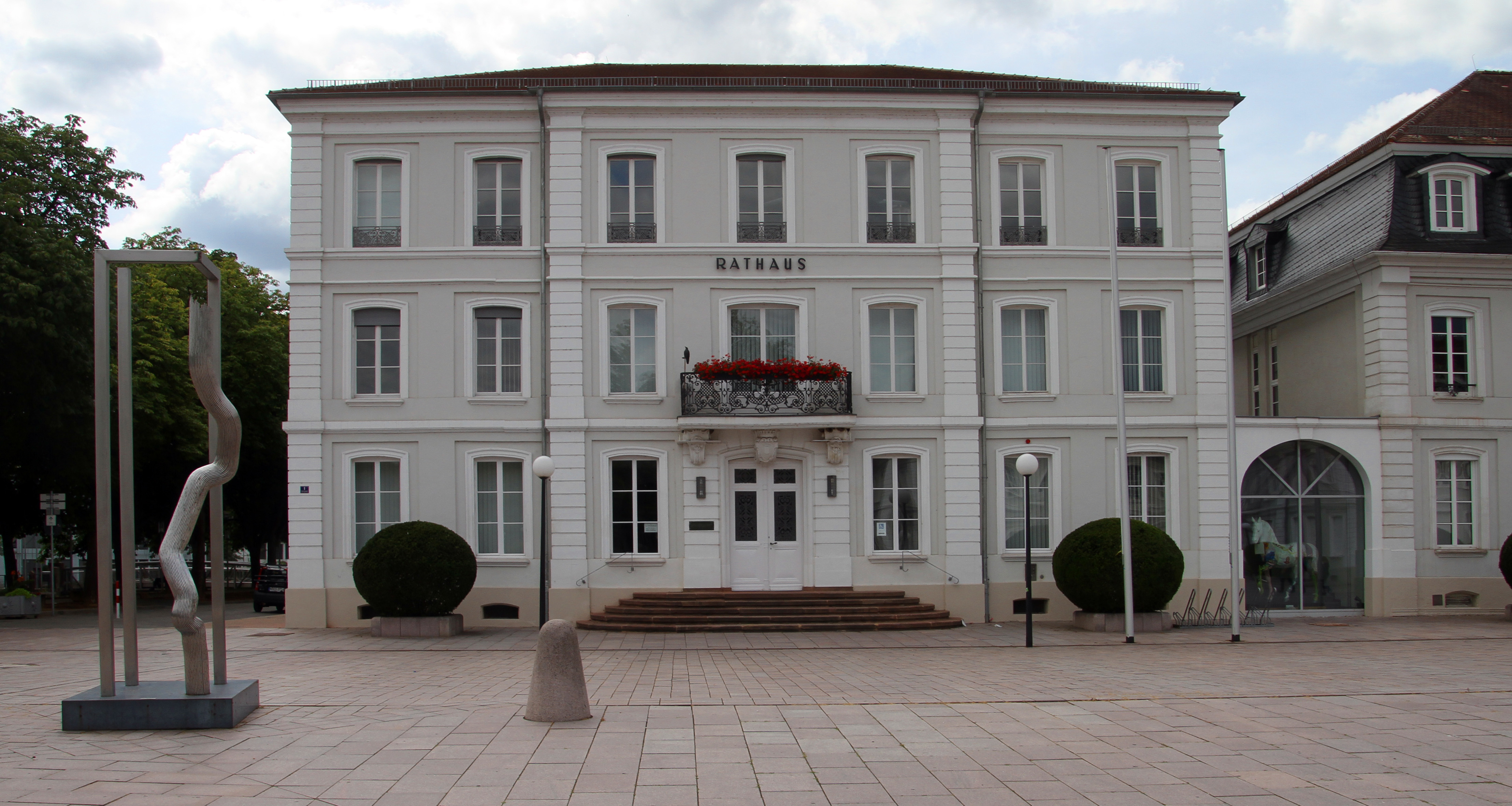
Ратуша

Впервые Цвайбрюккен упоминается в 1140 году (название города в переводе — «два моста»).
С 1182 года был столицей одноимённого графства (с середины XV века — герцогства), с 1390 года управлявшегося представителями различных ветвей дома Виттельсбахов.
В 1792 году, в ходе Войны первой коалиции, земли герцогства были захвачены Францией, оформившей права на них по Люневильскому миру, однако затем утерявшей их по решению Венского конгресса.

## Города-побратимы
- Барри (Канада)
- Булонь-сюр-Мер (Франция)
- Йорктаун (США)[3]